# Siccia parvula
Siccia parvula är en fjärilsart som beskrevs av Joannis 1928. Siccia parvula ingår i släktet Siccia och familjen björnspinnare. Inga underarter finns listade i Catalogue of Life.